# L'Agonie de Byzance
Pour plus de détails, voir Fiche technique et Distribution.
L'Agonie de Byzance est un film muet français réalisé par Louis Feuillade et sorti en 1913 retraçant la prise de Constantinople par les Ottomans en 1453. C'est un film historique particulièrement ambitieux pour l'époque, qui utilise notamment un grand nombre de figurants dans les scènes de combat.

## Synopsis
Le film s'ouvre sur Constantin XI, l'empereur byzantin, qui place ses troupes sur le rempart avant de se focaliser sur les assauts ottomans à l'extérieur de la ville, soutenus par le gigantesque canon construit par l'ingénieur hongrois Urbain. On voit ensuite Mehmed II et son conseil de guerre planifier l'assaut final tandis qu'à Constantinople, les défenseurs tentent d'en appeler aux faveurs divines, sourdes à leurs processions et supplications. Finalement, la troisième partie du film retrace l'assaut final, commençant par l'entrée discrète d'un groupe d'Ottomans dans la cité (épisode probablement tiré de l'histoire de la Kerkoporta). S'ensuit une mêlée entre les deux camps dans laquelle Constantin XI est tué. Les Ottomans se lancent ensuite dans le pillage de la ville avant que Mehmed II n'entre en personne dans Constantinople. Il jette alors un œil sur les prisonniers avant d'ordonner la recherche du corps de Constantin. Il finit par être retrouvé au milieu d'un tas de cadavres et est décapité. Le film se termine sur le triomphe de Mehmed II au sein de la basilique Sainte-Sophie.

## Fiche technique
- Réalisation : Louis Feuillade
- Scénario : Louis Feuillade
- Décors : Robert-Jules Garnier
- Musique : Léon Moreau
- Format : Noir et blanc, 35 mm 1,33:1, muet
- Société de production : Société des Établissements L. Gaumont
- Genre : Film historique, Drame
- Durée : 29 minutes
- Date de sortie : 
  - France : 24 octobre 1913

## Distribution
- Luitz-Morat : l'empereur Constantin Paléologue
- Renée Carl : l'impératrice Théodora
- Edmond Bréon : le cardinal-légat Isidore
- Georges Melchior : le génois Jean Giustiniani
- Albert Reusy : le sultan Mehmed II
- Jeanne Briey
- Fabienne Fabrèges
- Laurent Morlas
- Émilien Richaud